# Paris-Tours 2009
La 103e édition de la course cycliste Paris-Tours a eu lieu le dimanche 11 octobre 2009. La course remportée par le Belge Philippe Gilbert faisait partie de l'UCI Europe Tour 2009.

## Les équipes sélectionnées
Liste de départ complète
| Allemagne - Milram (ProTour) Belgique - Landbouwkrediet - Tonissteiner (Continentale Pro) - Quick Step (ProTour) - Silence-Lotto (ProTour) Danemark - Saxo Bank (ProTour) Espagne - Caisse d'Épargne (ProTour) - Euskaltel-Euskadi (ProTour) États-Unis - Garmin-Slipstream (ProTour) - Columbia-HTC (ProTour) - BMC Racing Team (Continentale Pro) France - AG2R La Mondiale (ProTour) - Agritubel (Continentale Pro) - Auber 93 (Continentale) - Bouygues Telecom (ProTour) - Besson Chaussures-Sojasun (Continentale) - Bretagne-Schuller (Continentale) - Cofidis (ProTour) - La Française des jeux (ProTour) - Roubaix Lille Métropole (Continentale) Italie - Lampre-NGC (ProTour) Pays-Bas - Rabobank (ProTour) - Skil-Shimano (Continentale Pro) - Vacansoleil (Continentale Pro) Russie - Katusha (ProTour) Suisse - Cervélo TestTeam (Continentale Pro) |

## Les favoris
Tom Boonen (Quick Step) et Óscar Freire (Rabobank) tenteront de se racheter après une saison difficile. Mais, le Belge et l'Espagnol devront compter avec Tyler Farrar (Garmin-Slipstream), Gerald Ciolek (Milram) et André Greipel (Columbia-HTC), vainqueurs d'étapes sur la Vuelta. Les Français Jimmy Casper (Besson Chaussures-Sojasun), Romain Feillu (Agritubel), Sébastien Chavanel (La Française des jeux) et William Bonnet (BBox Bouygues Telecom) viseront également la victoire.
Toutefois, les puncheurs pourraient contrarier ces projets. Le tenant du titre, Philippe Gilbert, vainqueur de la 20e étape du Tour d'Italie, tentera de renouer avec la victoire. Il devra néanmoins faire avec de redoutables concurrents : Samuel Sánchez (Euskaltel-Euskadi), champion olympique, Alessandro Ballan (Lampre-NGC), champion du monde 2008, Sylvain Chavanel (Quick Step), Frédéric Guesdon (La Française des jeux), Filippo Pozzato (Katusha), ou encore Edvald Boasson Hagen (Columbia-HTC).

## Parcours
Après un départ de Chartes, les coureurs retrouveront le tracé habituel à Bonneval, au km 44.
Les 10 derniers km comportent 3 difficultés : la côte de l'Épan (500 m à 8 %), la côte du Pont Volant (400 m à 7 %) et la côte du Petit Pas de l'Âne (500 m à 7 %). L'arrivée sera jugée sur l'avenue de Grammont, longue de 2 600 m, après 230 km à travers les départements d'Eure-et-Loir, de Loir-et-Cher et d'Indre-et-Loire. L'arrivée est jugée Avenue de Grammont après une ligne droite de plus de trois kilomètres.

## Récit de la course
Au km 9, Jonathan Thiré (Auber 93) sort du peloton. Martin Elmiger et Cédric Pineau (AG2R La Mondiale), Matthieu Ladagnous (La Française des jeux), Damien Gaudin (BBox Bouygues Telecom), Jean-Luc Delpech (Bretagne-Schuller), Mathew Hayman (Rabobank), Aart Vierhouten (Vacansoleil), Tom Veelers (Skil-Shimano) et László Bodrogi (Katusha) le suivent pour former l'échappée matinale.
Les échappés n'ont plus que 4 min 45 s d'avance sur le peloton au ravitaillement, où André Greipel (Columbia-HTC) abandonne.
À partir de 30 km de l'arrivée, l'avance des hommes de tête oscillent entre 20 et 30 s.
À 11 km de l'arrivée, Tom Veelers quitte le groupe de tête. L'attaque du Néerlandais marque le début des hostilités. En effet, lorsque Veelers est repris 2 km plus loin, un petit groupe se forme, avec Greg Van Avermaet, Philippe Gilbert (Silence-Lotto), Tom Boonen (Quick Step) et Borut Božič (Vacansoleil). Alors que Van Avermaet a été lâché, Filippo Pozzato (Katusha) part en contre dans la côte du Pont Volant, mais ne parvient pas à rejoindre le trio de tête. À 200 m de la ligne, Gilbert lance le sprint et s'impose pour la 2e fois consécutive à Tours.

## Classement final
| 1.  | Philippe Gilbert   | Silence-Lotto         | en | 5 h 12 min 23 s |
| 2.  | Tom Boonen         | Quick Step            | +  | 0 s             |
| 3.  | Borut Božič        | Vacansoleil           | +  | 2 s             |
| 4.  | Filippo Pozzato    | Katusha               | +  | 16 s            |
| 5.  | Óscar Freire       | Rabobank              | +  | 16 s            |
| 6.  | Francesco Gavazzi  | Lampre NGC            | +  | 16 s            |
| 7.  | Gerben Löwik       | Vacansoleil           | +  | 16 s            |
| 8.  | Pablo Lastras      | Caisse d'Épargne      | +  | 16 s            |
| 9.  | Martin Reimer      | Cervélo TestTeam      | +  | 16 s            |
| 10. | Yauheni Hutarovich | La Française des jeux | +  | 16 s            |

## Course espoirs
| 1.  | Mathieu Halleguen   | Côtes d'Armor            | en | 4 h 03 min 02 s |
| 2.  | Kris Boeckmans      | Davo-Lotto-Davitamon     | +  | 5 s             |
| 3.  | Nicolas David       | Côtes d'Armor            |    | m.t.            |
| 4.  | Vincent Dauga       | Entente Sud-Gascogne     |    | m.t.            |
| 5.  | Mickaël Jeannin     | CC Étupes                |    | m.t.            |
| 6.  | Tony Hurel          | Vendée U                 |    | m.t.            |
| 7.  | Yann Moritz         | Vendée U                 |    | m.t.            |
| 8.  | Pierre-Luc Périchon | SCO Dijon                |    | m.t.            |
| 9.  | Loïc Desriac        | Comité du Midi-Pyrenées  | +  | 8 s             |
| 10. | Thomas Welter       | Pédale de l'Est Haguenau | +  | 15 s            |